# Ansgar Kreutzer
Ansgar Kreutzer (* 16. Januar 1973 in Saarbrücken) ist ein deutscher römisch-katholischer Theologe und Hochschullehrer.

## Leben
Ansgar Kreutzer studierte Theologie und Soziologie in Freiburg und Paris. Nach der Graduierung zum Diplomtheologen arbeitete er von 2000 bis 2001 als Wissenschaftlicher Projektmitarbeiter am Oswald von Nell-Breuning-Institut für Wirtschafts- und Gesellschaftsethik der Philosophisch-Theologischen Hochschule Sankt Georgen und von 2001 bis 2002 als Wissenschaftlicher Mitarbeiter am Arbeitsbereich Dogmatik der Albert-Ludwigs-Universität Freiburg sowie von 2002 bis 2011 als Universitätsassistent an der Katholischen Privat-Universität Linz (KU). 2006 wurde Kreutzer an der Universität Freiburg zum Doktor der Theologie promoviert; 2010 erhielt er an der KU Linz die Venia docendi für das Fach Dogmatik. Ansgar Kreutzer wurde 2011 zum ordentlichen Universitätsprofessor für Fundamentaltheologie an die KU Linz berufen. Dort war er außerdem seit 2012 als Chefredakteur der Theologisch-Praktischen Quartalschrift und seit 2015 als Leiter der neu gegründeten Abteilung für Religionswissenschaft tätig. Seit Dezember 2017 ist Kreutzer Professor für Systematische Theologie am Institut für Katholische Theologie der Universität Gießen.

## Forschungsschwerpunkte
Kreutzers Forschungsschwerpunkte liegen in der theologischen Grundlagenlehre (Fundamentaltheologie) sowie in der Religionssoziologie und in der Religionswissenschaft. Eine wichtige Rolle in Kreutzers Arbeiten spielt außerdem die Erforschung des Zweiten Vatikanischen Konzils als Modernisierungsimpuls für die katholische Kirche. Zu seinen Anliegen zählt der interreligiöse Dialog.

## Schriften (Auswahl)
- Kritische Zeitgenossenschaft. Die Pastoralkonstitution Gaudium et spes modernisierungstheoretisch gedeutet und systematisch-theologisch entfaltet. Tyrolia-Verlag, Innsbruck/Wien 2006, ISBN 978-3-7022-2800-2, zugleich: Dissertation, Universität Freiburg (Breisgau), 2006.
- Kenopraxis. Eine handlungstheoretische Erschließung der Kenosis-Christologie. Herder, Freiburg im Breisgau u. a. 2011, ISBN 978-3-451-32372-0, zugleich: Habilitationsschrift, Katholisch-Theologische Privatuniversität Linz, 2010.
- Arbeit und Muße. Studien zu einer Theologie des Alltags. Lit, Wien u. a. 2011, ISBN 978-3-643-50122-6.
- Politische Theologie für heute. Aktualisierungen und Konkretionen eines theologischen Programms. Herder, Freiburg im Breisgau 2017, ISBN 978-3-451-34909-6.
- Hrsg. zusammen mit Franz Gruber: Im Dialog. Systematische Theologie und Religionssoziologie. Herder, Freiburg im Breisgau u. a. 2013, ISBN 978-3-451-02258-6.
- Hrsg. zusammen mit Franz Gruber und Andreas Telser: Verstehen und Verdacht. Hermeneutische und kritische Theologie im Gespräch. Matthias-Grünewald-Verlag, Ostfildern 2015, ISBN 978-3-7867-3049-1.
- Hrsg. zusammen mit Christoph Niemand: Authentizität – Modewort, Leitbild, Konzept. Theologische und humanwissenschaftliche Erkundungen zu einer schillernden Kategorie. Verlag Friedrich Pustet, Regensburg 2016, ISBN 978-3-7917-2777-6.
- Hrsg. zusammen mit Hans-Joachim Sander. Religion und soziale Distinktion. Resonanzen Pierre Bourdieus in der Theologie. Herder, Freiburg im Breisgau 2018, ISBN 978-3-451-02293-7.